# エレクトロスター

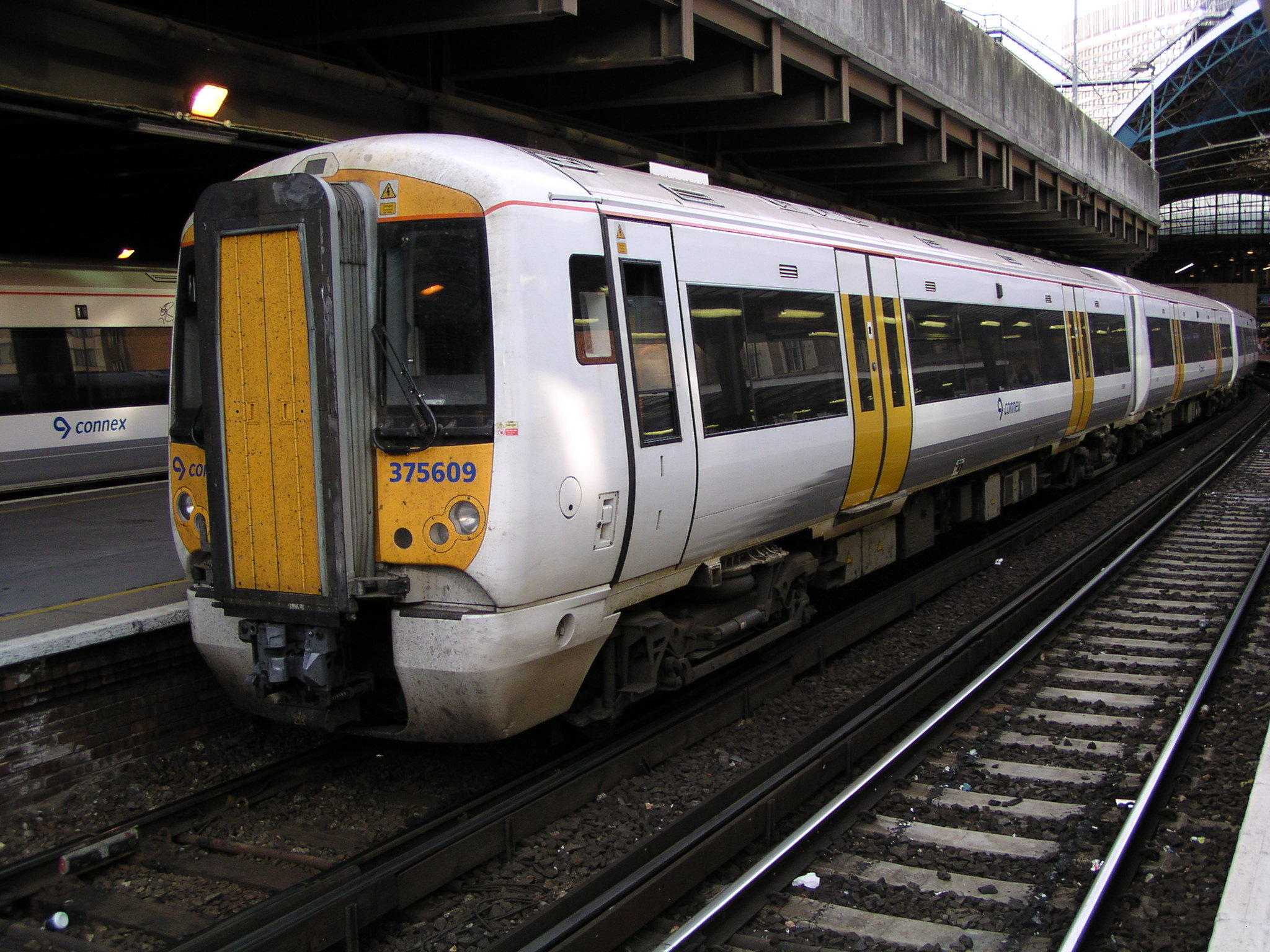
ロンドンの近郊路線で標準となったエレクトロスター

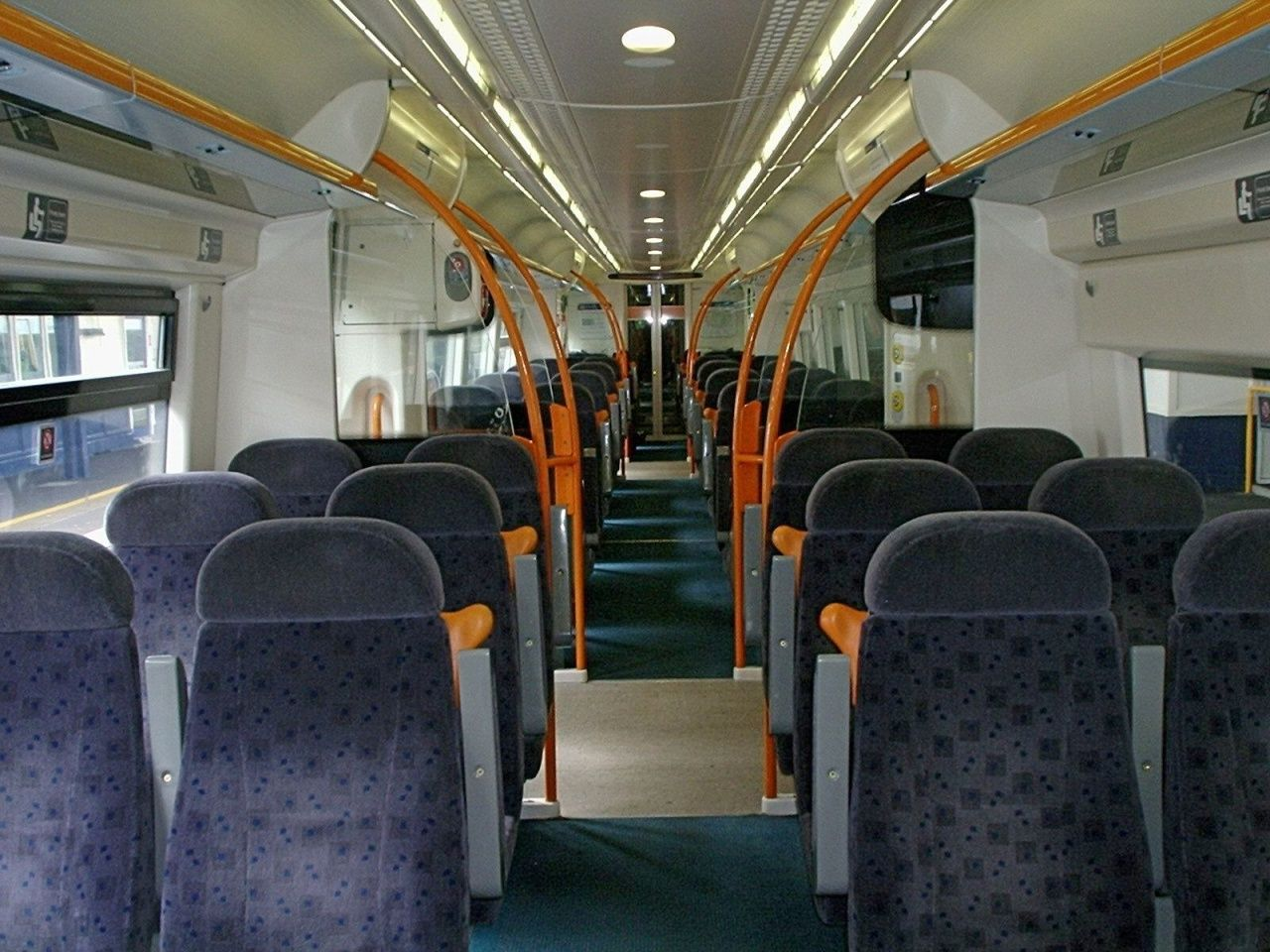
サウスイースタン所有車の内装(375形).

エレクトロスター（Electrostar）は、アドトランツと後継のボンバルディア・トランスポーテーション社が生産する電車のシリーズ名である。ダービーのボンバルディア工場で、イギリス国鉄民営化後の1999年から2017年までの18年にわたり製造された。基本設計を同じくする気動車シリーズとしてターボスターがある。
ロンドン近郊と周辺地域を結ぶ路線を中心に投入されている。最初の形式は1999年に登場した357形で、これに続いて375形、377形が登場している。2009年にはロンドン・オーバーグラウンド向けに378形「キャピタルスター」が投入されている。
南アフリカへ輸出された車両もあり、ハウトレインのヨハネスブルグ - プレトリア間とヨハネスブルグ国際空港線で運行されている。これらはダービーで南アフリカの企業と共同で生産される。

## 側面図

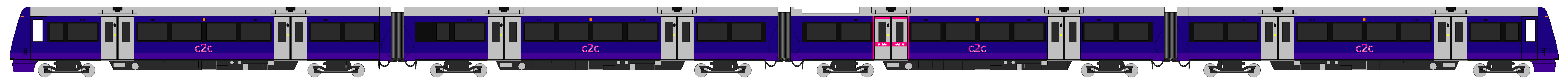
357形（c2c）

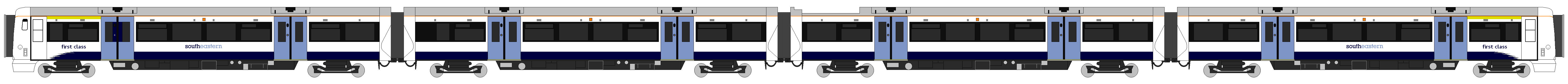
375形（サウスイースタン）

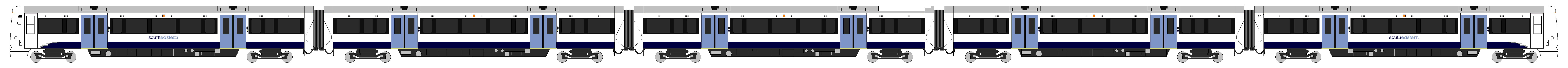
376形（サウスイースタン）

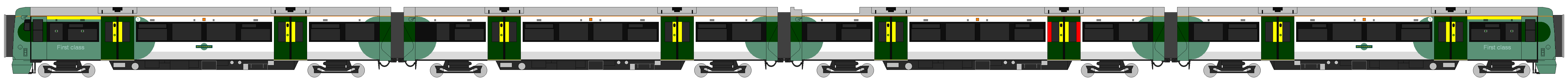
377形（サザン）

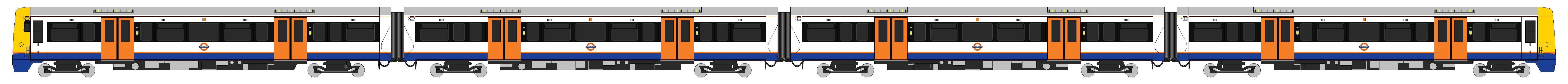
378形（ロンドン・オーバーグラウンド）

## 形式一覧
| 形式  | 画像 | 運営会社 | 登場年 | 編成数 | 電力   | 編成両数          | ドア構造   | 貫通路 |
| ----- | ---- | --- | ------ | ------ | ------ | ----------------- | ---------- | ------ |
| 357形 |      | c2c | 1999年 | 72     | 交流   | 4両               | プラグドア | 非貫通 |
| 375形 |      | サウスイースタン | 2001年 | 112    | 直流   | 3両または4両      | プラグドア | 貫通   |
| 376形 |      | サウスイースタン | 2004年 | 36     | 直流   | 5両               | 引き戸     | 非貫通 |
| 377形 |      | サザン（ゴヴィア・テムズリンク・レールウェイ） サウスイースタン | 2002年 | 239    | 交直流 | 3両または4両、5両 | プラグドア | 貫通   |
| 378形 |      | ロンドン・オーバーグラウンド | 2009年 | 57     | 交直流 | 5両               | 引き戸     | 貫通   |
| 379形 |      | グレーター・アングリア | 2011年 | 30     | 交流   | 4両               | プラグドア | 貫通   |
| 387形 |      | ガトウィック・エクスプレス（ゴヴィア・テムズリンク・レールウェイ） グレート・ノーザン（ゴヴィア・テムズリンク・レールウェイ） グレート・ウェスタン・レールウェイ c2c | 2014年 | 107    | 交直流 | 4両               | プラグドア | 貫通   |